# 발두어 폰 시라흐
발두어 베네딕트 폰 시라흐(독일어: Baldur Benedikt von Schirach, 1907년 5월 9일 ~ 1974년 8월 8일)는 전쟁 범죄로 유죄 판결을 받은 국가사회주의 독일 학생동맹의 지도자였다. 그는 히틀러의 측근들 가운데 가장 나이가 어린 막내였으며, 히틀러 유겐트의 우두머리와 빈의 대관구장(Gauleiter), 제국지사(Reichsstatthalter)를 역임하였다. 나치의 패망 이후에는 연합군에 붙잡혀 뉘른베르크 재판에 넘겨졌고, 징역 20년을 선고받았다.